# Klang 21
Klang21 wurde im Jahr 2004 als Verein zur Förderung der Zusammenarbeit von Komponisten, Autoren und Theaterschaffenden von Fausto Tuscano, Jean-Baptiste Marchand, Thierry Bruehl und Reinhold Lay in Salzburg gegründet.
Neben Organisation und Veranstaltung von Uraufführungen und Konzerten Neuer Musik stand von Beginn an die Beschäftigung mit der Oper, insbesondere dem Neuen Musiktheater im Mittelpunkt.
Mit spezifischen Themenschwerpunkten veranstaltet Klang21 seit 2005 das Taschenopernfestival in Salzburg, in dem die zeitgenössischen Möglichkeiten des Gesamtkunstwerks Oper und die entsprechenden Formen der Zusammenarbeit zwischen Komponisten, Autoren und Regisseuren ihren Ausdruck finden.
Das produzierende Taschenopernfestival ist als Biennale konzipiert. In den Zwischenjahren findet die Reihe Elegien der Verwandlung statt, in der eine Musiktheater-Uraufführung in Bezug zu einer Taschenoper gesetzt wird. Als diskursives Rahmenprogramm dienen Podiumsdiskussionen, Workshops sowie Komponistenporträts.
Seit 2008 arbeitet man zusammen mit der ARGEkultur Salzburg und dem Österreichischen Ensemble für Neue Musik.

## Uraufführungen Neue Musik
- 4 × 4 – Die Kunst des Quartetts, eine Hommage an W.A. Mozart

Uraufführungen von vier Werken für Streichquartett
Kompositionen von Hüseyin Evirgen, Fausto Tuscano, Fabio Buccafusco Jean-Baptiste Marchand
Aufgeführt zum Fest zur Festspieleröffnung im Juli 2004
- Werkstatt21, Improvisationsabende und Konzerte zeitgenössischer Musik

Aufführungsreihe im Schauspielhaus Salzburg/Foyer von Dezember 2004 bis Mai 2005
- Von Land zu Land, Konzertreihe für zeitgenössische Musik

Kooperationsprojekt von Klang21, Universität Mozarteum Salzburg, UniArt Performance, Guitar & Friends.
Aufgeführt im Museum der Moderne Rupertinum, Salzburg, von Oktober 2005 bis Juni 2006

## Uraufführungen Musiktheater
- Tongs & Bones Stephan Winkler/Jim Woodring. Taschenopernfestival 2019
- Ich will lächeln, lächeln, lächeln Gordon Kampe/William Shakespeare. Taschenopernfestival 2019
- verflucht Sarah Nemtsov/Gerhild Steinbruch. Taschenopernfestival 2019
- Boite à musique sous la neige, C. Ofenbauer/F. Melquiot. Taschenopernfestival 2005
- Das Ende der Isolation, H. Evirgen/N. Marchand. Taschenopernfestival 2005
- La canzone del re, F. Tuscano/Fr. Tuscano. Taschenopernfestival 2005
- Frida – Un sogno, R. Febel/A. Larcati. Taschenopernfestival 2005
- Ein Mysterienspiel, A. Malek/J.L. Cordero. Taschenopernfestival 2005
- 9+1 un couple = un mort, J.B. Marchand/C. Pellet. Taschenopernfestival 2005
- Die Hölle, F. Tuscano/R. Lay nach Dante. Elegien der Verwandlung 2006
- Ligeia, H. Evirgen/T. Bruehl, nach E.A. Poe. Taschenopernfestival 2007
- Gespensterhaus, R. Febel. Taschenopernfestival 2007
- Die Rückreise, F. Tuscano/N. Niemann. Taschenopernfestival 2007
- Parole morte, J.G. Rodriguez/Fr. Tuscano. Taschenopernfestival 2007
- L'ultimo tango di Madame Ivonne, eine Tango-Oper von F. Tuscano, ARGEkultur 2007
- Hermaphroditos, F. Tuscano/R. Lay, Elegien der Verwandlung 2008
- Mahlzeit!, ein Kammertheater in fünf Stationen, M. Beil, P. Douvitsas, H. Evirgen, F. Tuscano/H.P. Jahn, Taschenopernfestival 2009
- Wie jetzt?, M. Beil/T. Bruehl
- Versteinerte Flügel, S. Rosani
- KENNWORT messias, H.P. Jahn
- mit brennendem Öle, L. Streich
- Wer zum Teufel ist Gerty?, B. Muntendorf/T. Bruehl nach Joyce
- fremdkörper, R. Schinwald/S. Reyer
- Look at the moon, H. Evirgen/O. Wilde

## Film
- Reminiszenz, A 2011, 12 Min. Ein Film von Jürgen Palmer